# Corvus capensis
Il corvo del Capo (Corvus capensis Lichtenstein, 1823) è un uccello passeriforme della famiglia Corvidae.

## Etimologia
Il nome scientifico della specie, capensis, rappresenta un chiaro riferimento all'areale di questi uccelli: il loro nome comune altro non è che la traduzione di quello scientifico.

## Descrizione

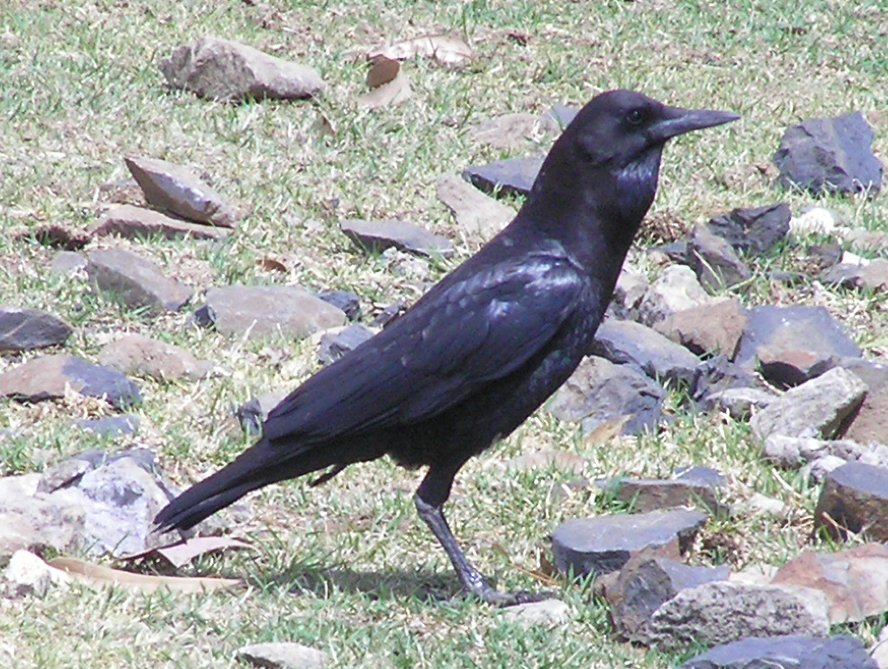
Esemplare al suolo in Etiopia.

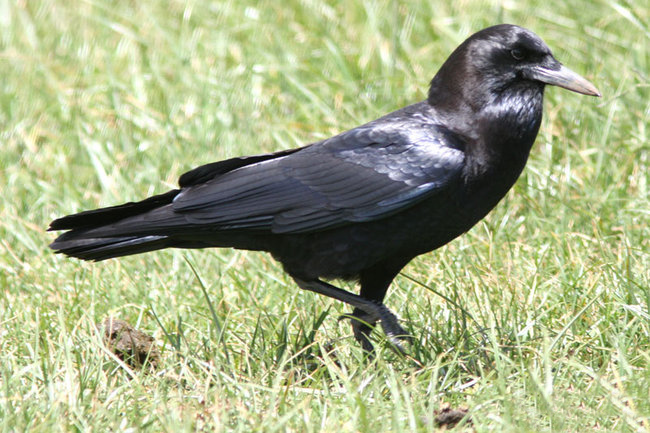
Esemplare al suolo.

### Dimensioni
Misura 48-50 cm di lunghezza, per 410-697 g di peso: gli esemplari della sottospecie settentrionale sono mediamente più piccoli rispetto a quelli del sud.

### Aspetto
Si tratta di uccelli dall'aspetto robusto e slanciato, muniti di testa ovale e dalla fronte appiattita con becco lungo, dritto, appuntito e relativamente sottile, collo robusto con caratteristica gola prominente e ricoperta da piumaggio imile a una barba, lunghe ali digitate, zampe lunghe e forti e coda cuneiforme e di media lunghezza. Nel complesso, il corvo del Capo ricorda gli affini corvo imperiale e cornacchia nera, dai quali si distingue facilmente per becco più sottile e (e questo vale anche per le zampe e le ali) più lungo.
Il piumaggio è lucido e completamente di colore nero, con presenza di riflessi metallici purpurei o ramati sulla testa, ben visibili quando l'animale è sotto la luce diretta.

I due sessi sono del tutto simili fra loro nella colorazione.
Il becco è nero, così come nerastre sono le zampe: gli occhi, invece, sono di colore bruno scuro.

## Biologia

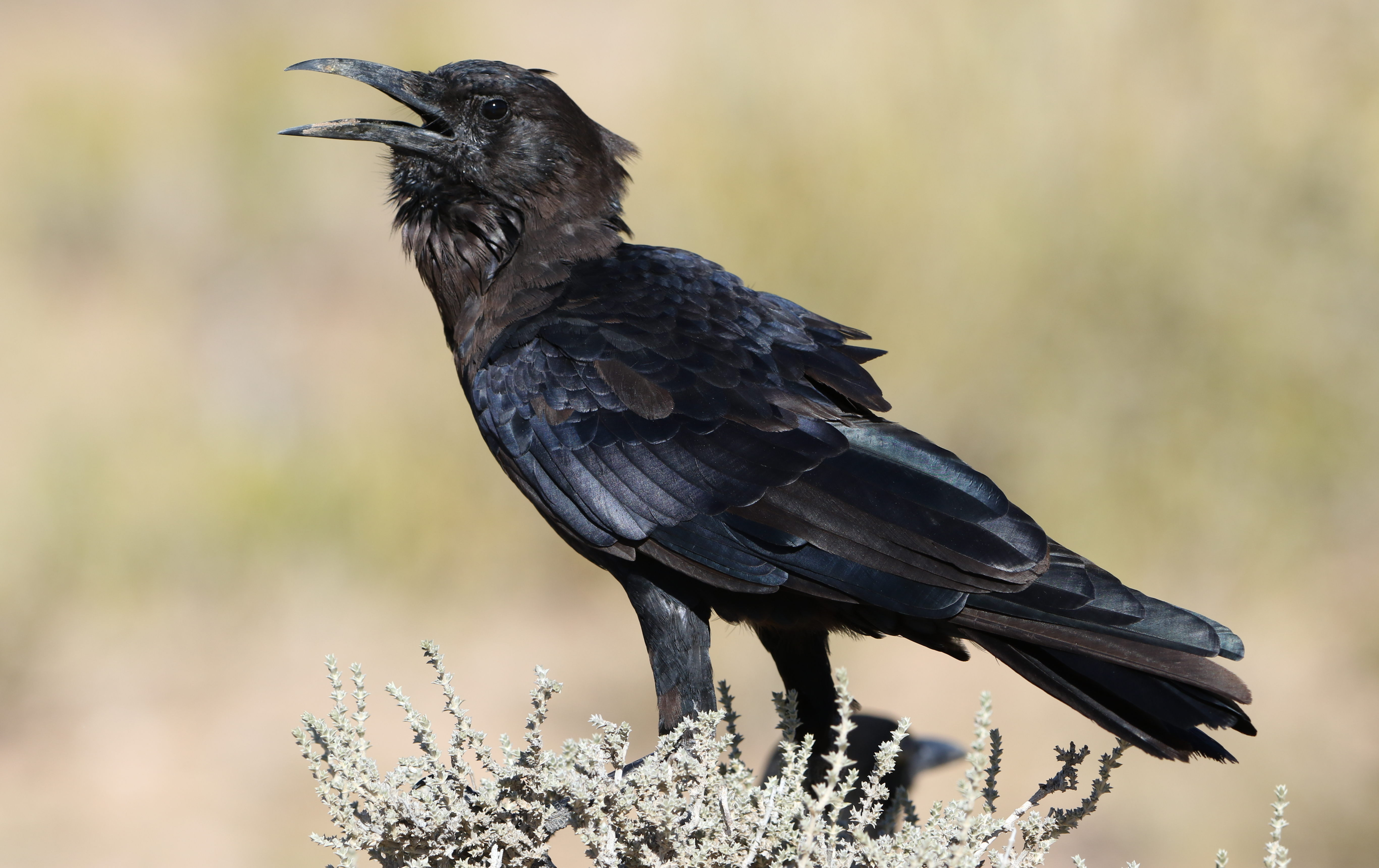
Esemplare vocalizza in natura.

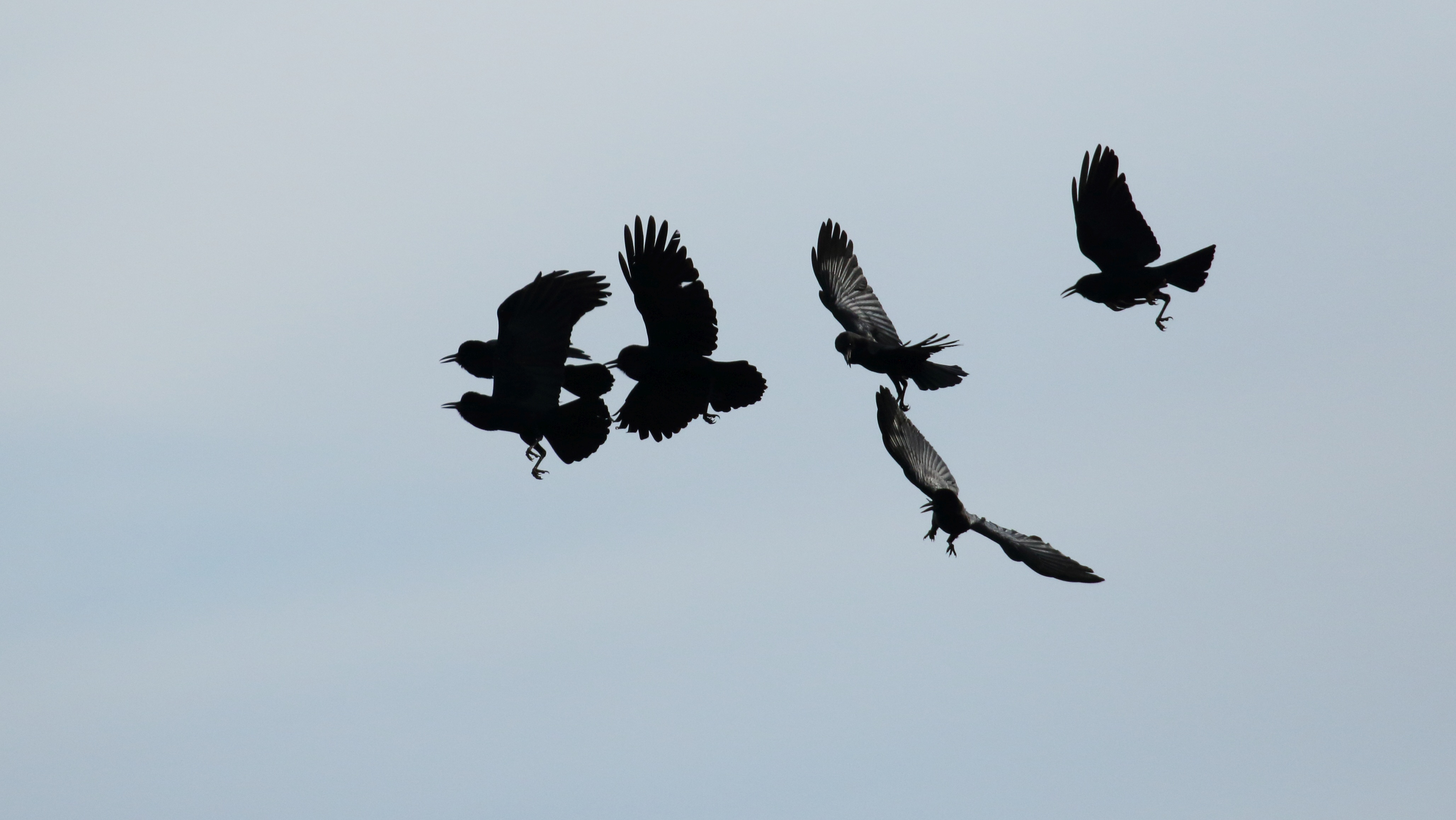
Stormo in volo nel KwaZulu-Natal.

Il corvo del Capo è un uccello dalle abitudini di vita essenzialmente diurne e moderatamente gregarie. Questi uccelli vivono infatti in piccoli stormi, che arrivano a contare una quindicina di individui (generalmente legati fra loro da vincoli familiari): durante il giorno, i gruppi tendono a frazionarsi in singole unità o in coppie, le quali si dedicano alla ricerca di cibo nel territorio, mantenendosi perlopiù al suolo e tenendosi in contatto vocale quasi continuo fra loro, collaborando nello scacciare eventuali intrusi o pericoli. Verso il tramonto, i vari esemplari di un gruppo si riuniscono fra i rami di un albero, dove passano del tempo a socializzare fra loro prima di passare la notte al riparo da eventuali pericoli e dalle intemperie.
Il richiamo del corvo del Capo è il classico gracchio tipico di quasi tutte le specie di corvo, che in questa specie è piuttosto grave: questi uccelli ripetono il richiamo più o meno velocemente ed in maniera più o meno sonora a seconda del tipo di messaggio da comunicare ai conspecifici: mentre i corvi del Capo emettono i richiami, essi tendono a gonfiare la gola, ergendo le penne appuntite che su di essa si trovano. Questi uccelli, inoltre, sono in grado di imitare i suoni dell'ambiente circostante.

### Alimentazione

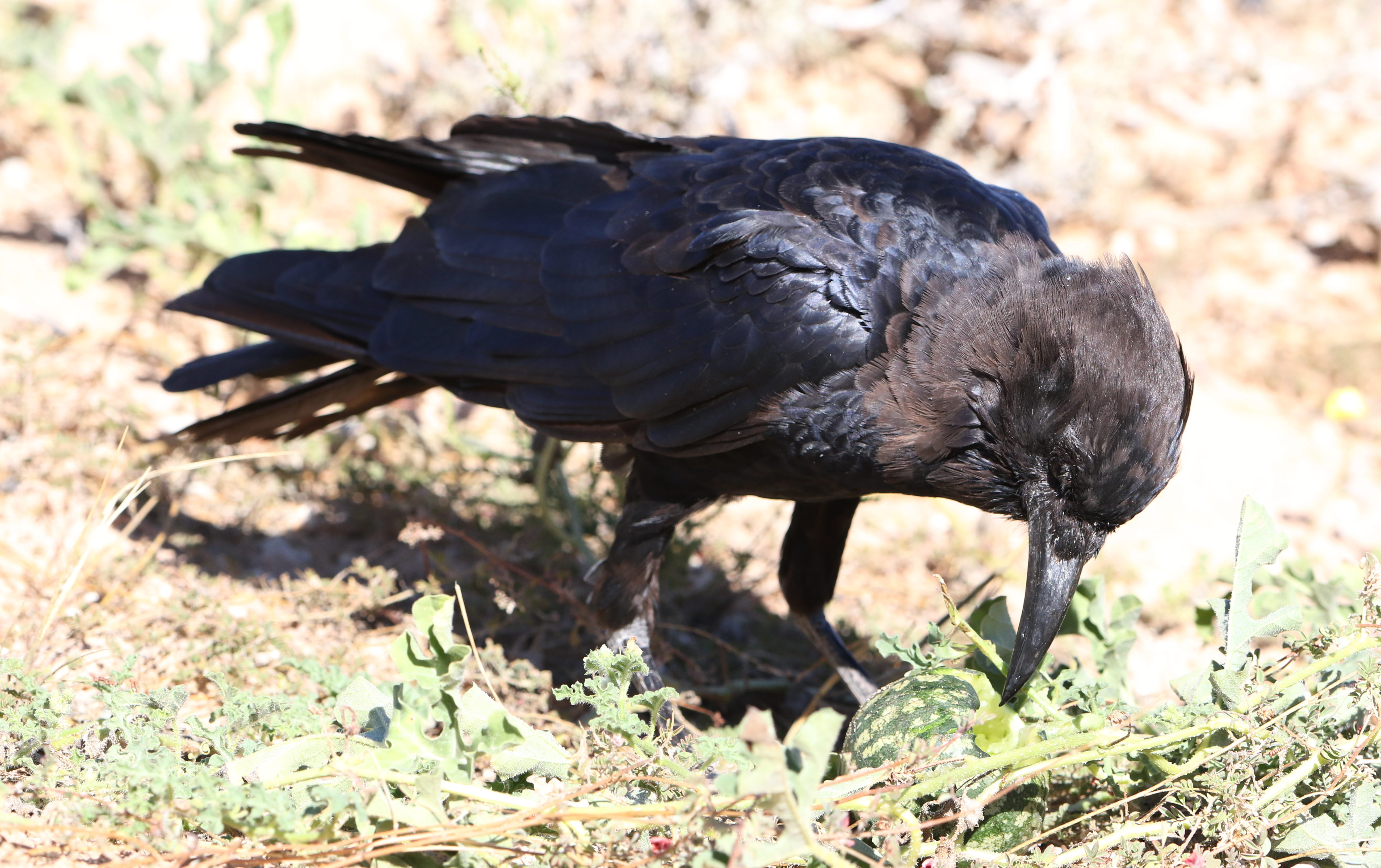
Esemplare si ciba al suolo.

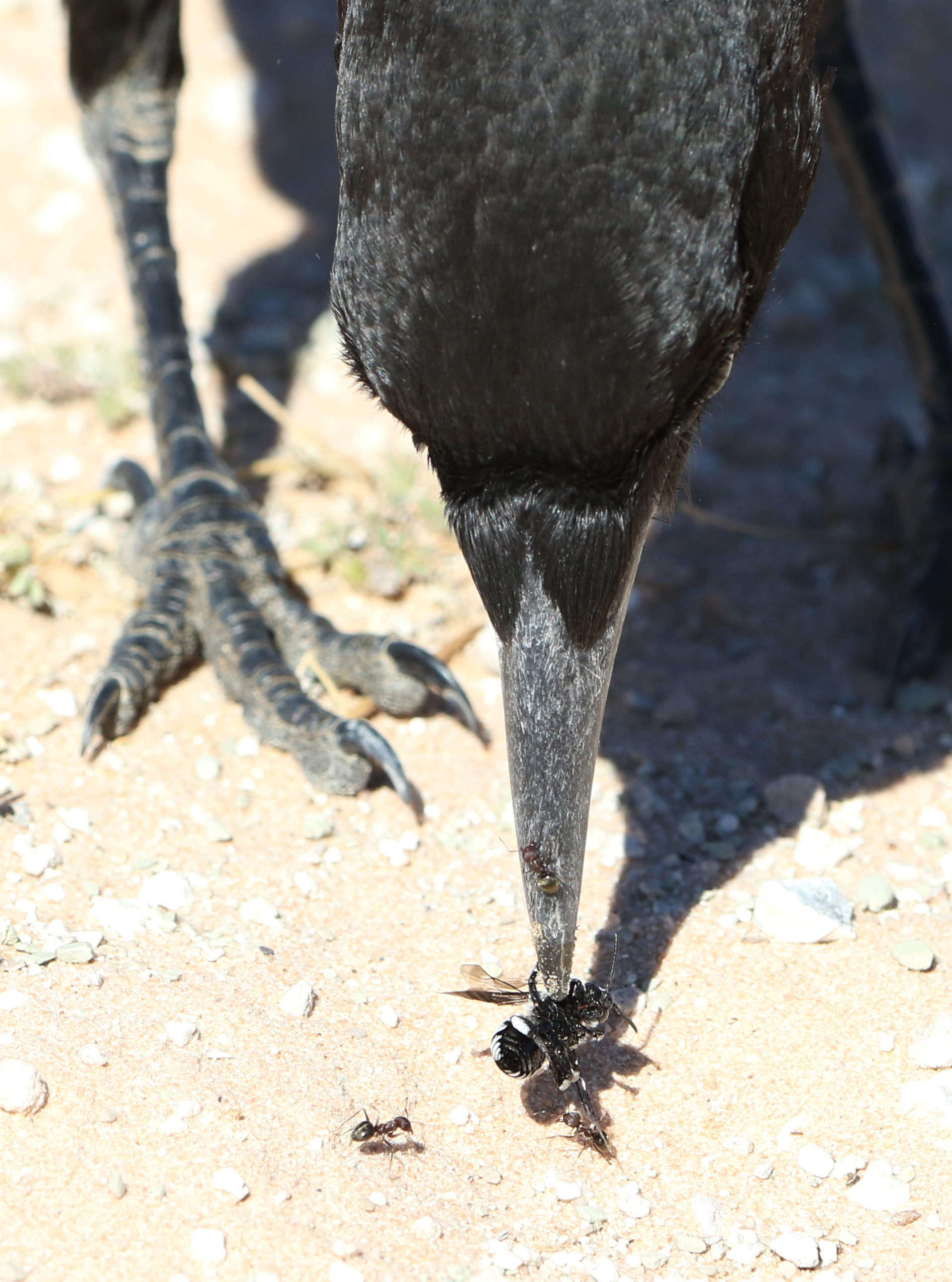
Esemplare si ciba di un insetto.

Il corvo del Capo è un uccello dalle abitudini alimentari onnivore ed opportunistiche, che si ciba un po' di tutto ciò che riesce a reperire durante la giornata.
Questi uccelli si nutrono prevalentemente al suolo, utilizzando il becco lungo e sottile ma robusto per sondare i primi centimetri del terreno alla ricerca di potenziale cibo, che può essere rappresentato sia da alimenti di origine vegetale, come semi, granaglie (i corvi del Capo sono particolarmente ghiotti del mais non ancora pienamente maturo, che viene sgranato direttamente dalla pannocchia, nonché delle arachidi), bulbi (come quelli di Cyperus), radici, bacche e frutta, che di origine animale, come insetti, larve ed altri artropodi e invertebrati, anfibi, piccoli rettili e mammiferi, uova e nidiacei di uccelli terricoli (compreso il pollame domestico, del quale possono essere predati anche gli adulti).
Il corvo del capo è solito rovistare fra le feci dei grossi erbivori alla ricerca di cibo parzialmente indigerito e di saprofagi ad esse associati, e per lo stesso motivo piluccano anche dalle carcasse.

### Riproduzione

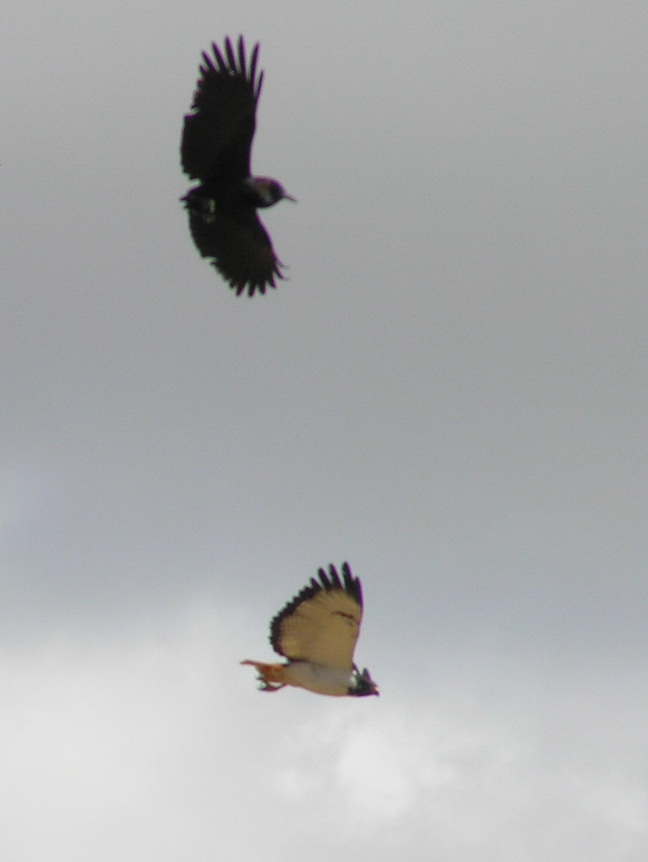
Esemplare scaccia una poiana augure in Etiopia.

Si tratta di uccelli rigorosamente monogami, con le coppie che rimangono insieme per la vita, anche all'infuori della stagione degli amori: quest'ultima varia a seconda della zona dell'areale presa in considerazione, mostrando tuttavia sempre correlazione con l'inizio della stagione delle piogge (dicembre-febbraio nel sud, febbraio-maggio nel nord).
Il nido viene costruito fra i rami verso la cima di un grosso albero isolato: alla sua costruzione partecipano ambedue i partner, i quali edificano una struttura a coppa munita di ampia piattaforma circostante intrecciando rametti spinosi e foderando l'interno concavo con fibre vegetali più soffici.

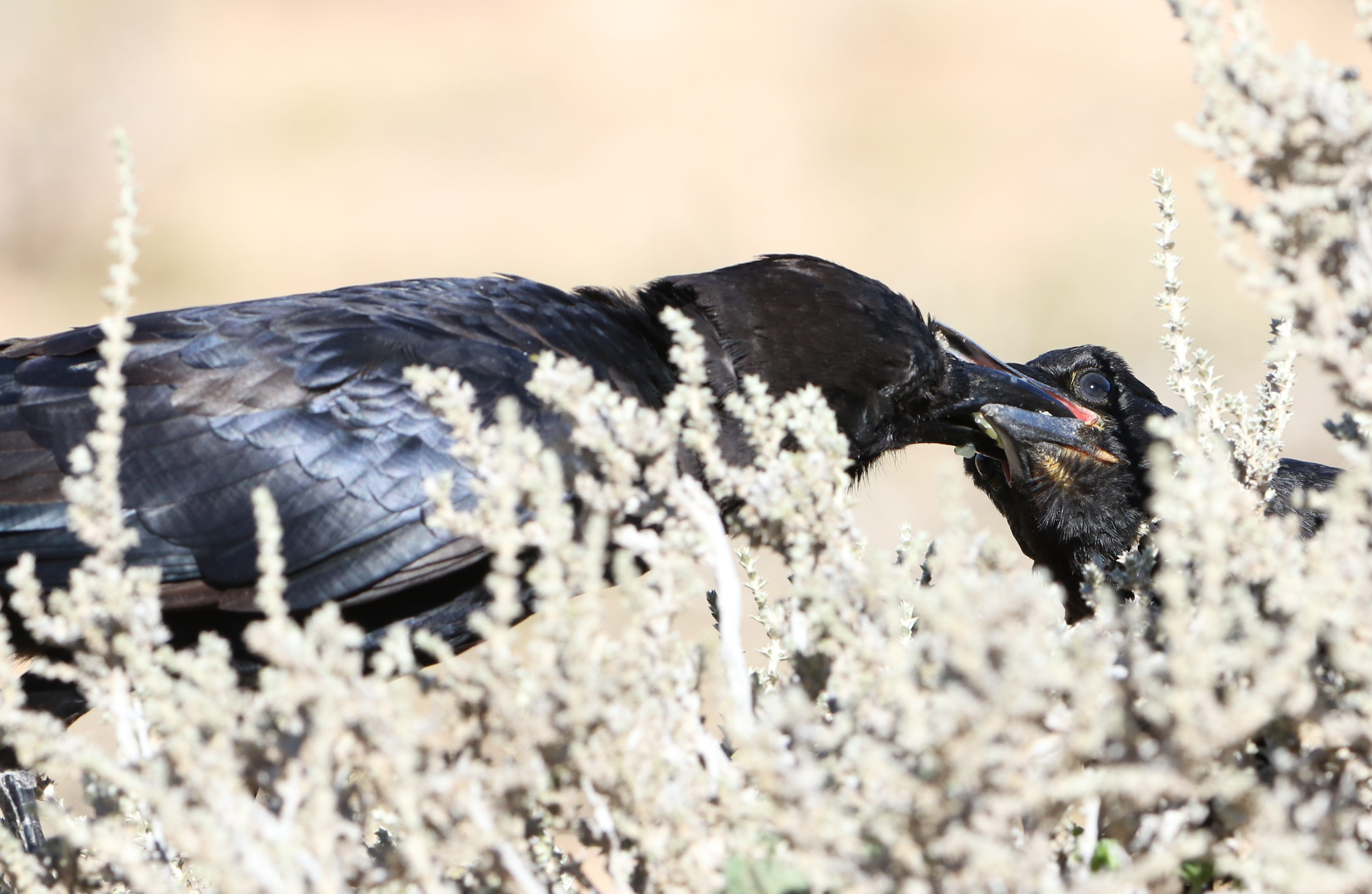
Nidiacei imbeccati nel Capo Settentrionale.

All'interno del nido, la femmina depone 3-5 uova di colore biancastro con presenza di rade maculature brune, che provvede a covare da sola (coadiuvata però dal maschio, che durante l'incubazione si occupa di reperire il cibo per sé e per la compagna e di proteggere il nido da eventuali intrusi o pericoli) per circa tre settimane.

I pulli, ciechi ed implumi alla schiusa, vengono accuditi ed imbeccati da ambedue i genitori (sebbene per i primi giorni di vita sia la sola femmina, sempre imbeccata però dal maschio, ad occuparsi della loro alimentazione, non lasciando il nido): in tal modo, essi divengono in grado d'involarsi attorno al mese di vita, pur rimanendo coi genitori (seguendoli nei loro spostamenti e continuando a chiedere loro l'imbeccata, sebbene sempre più sporadicamente man mano che si avviano verso la maturità) ancora molto a lungo, entrando a far parte del gruppo d'appartenenza.

## Distribuzione e habitat

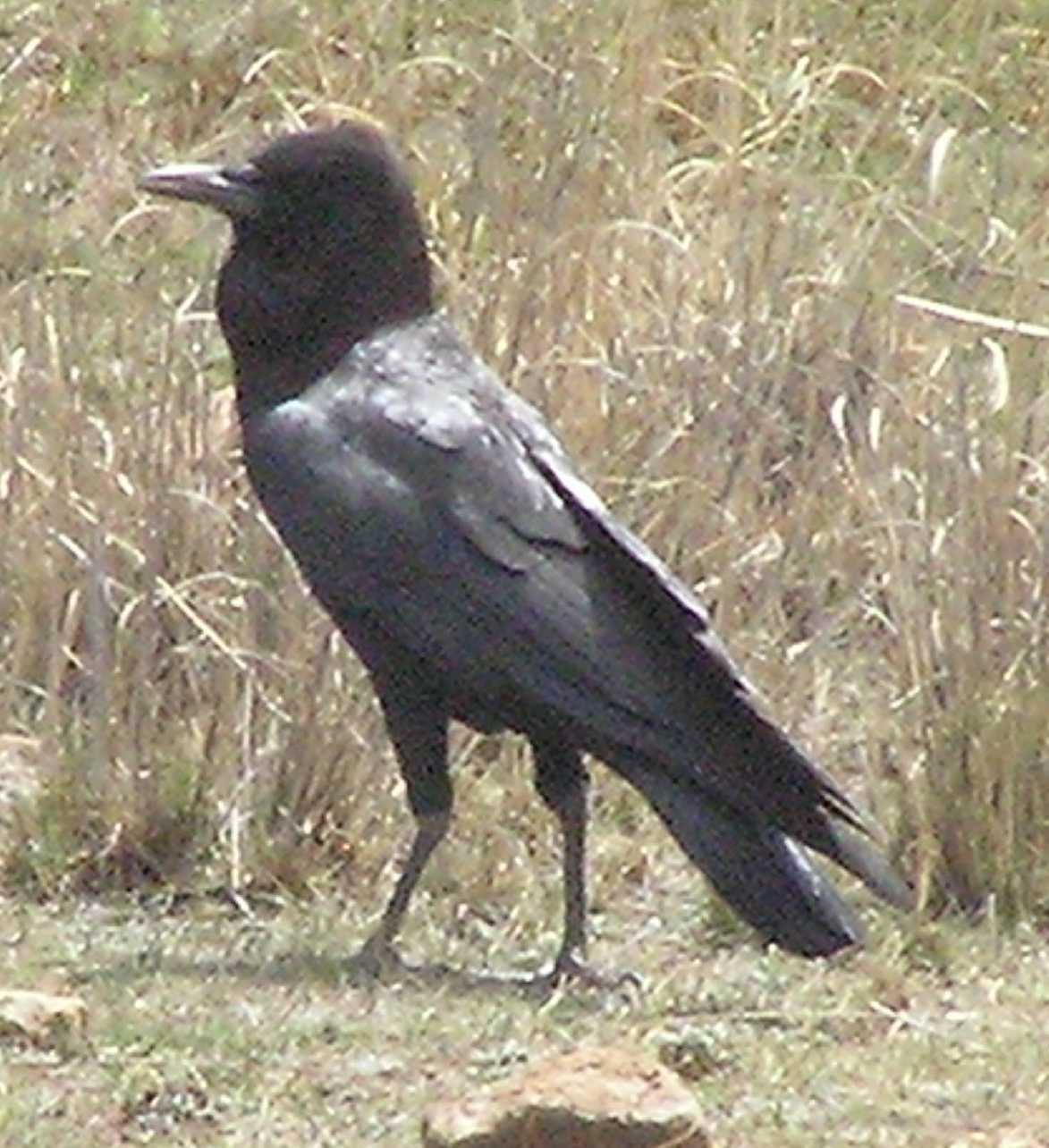
Esemplare al suolo a Debre Berhan.

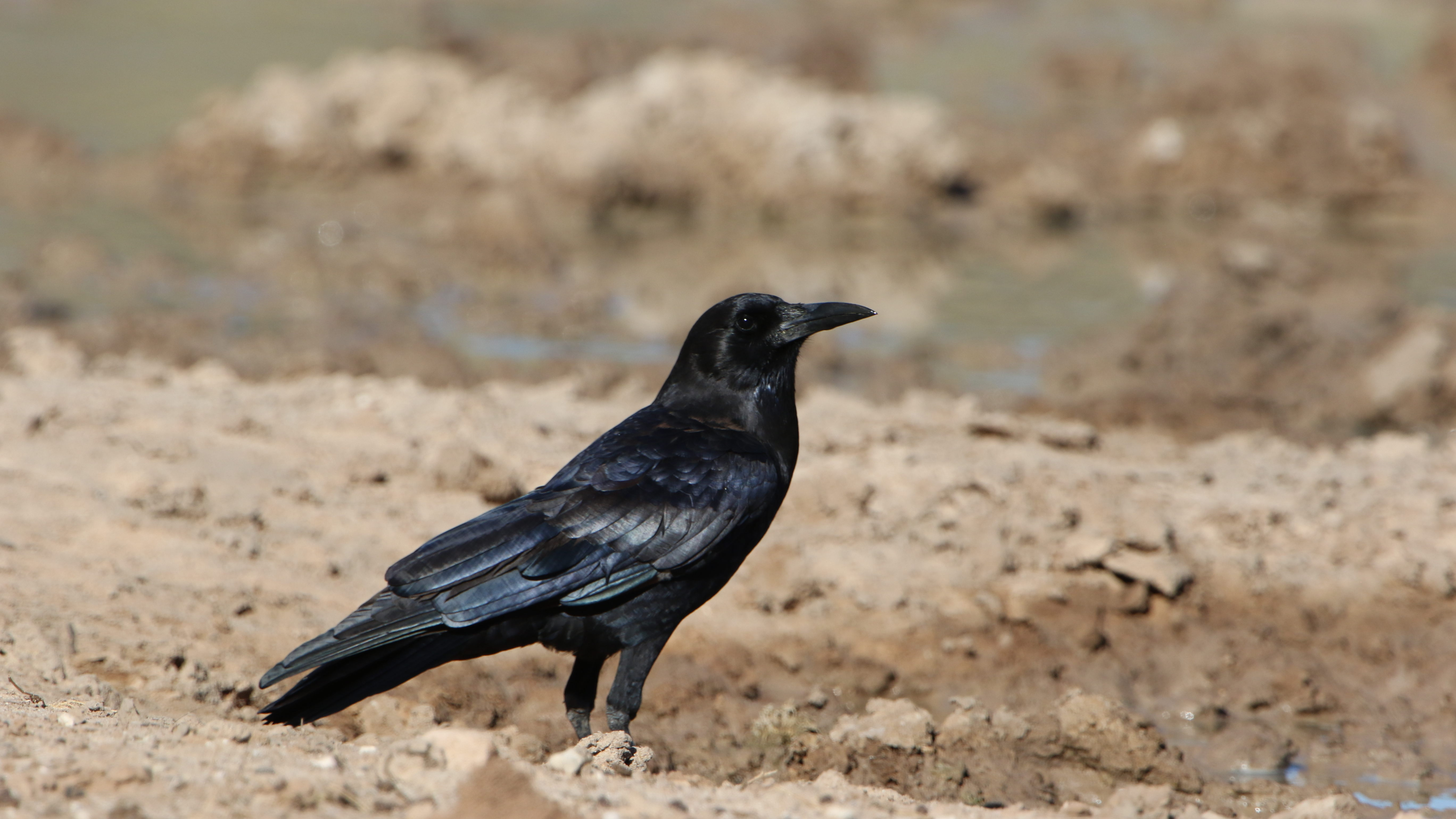
Esemplare nel parco transfrontaliero Kgalagadi.

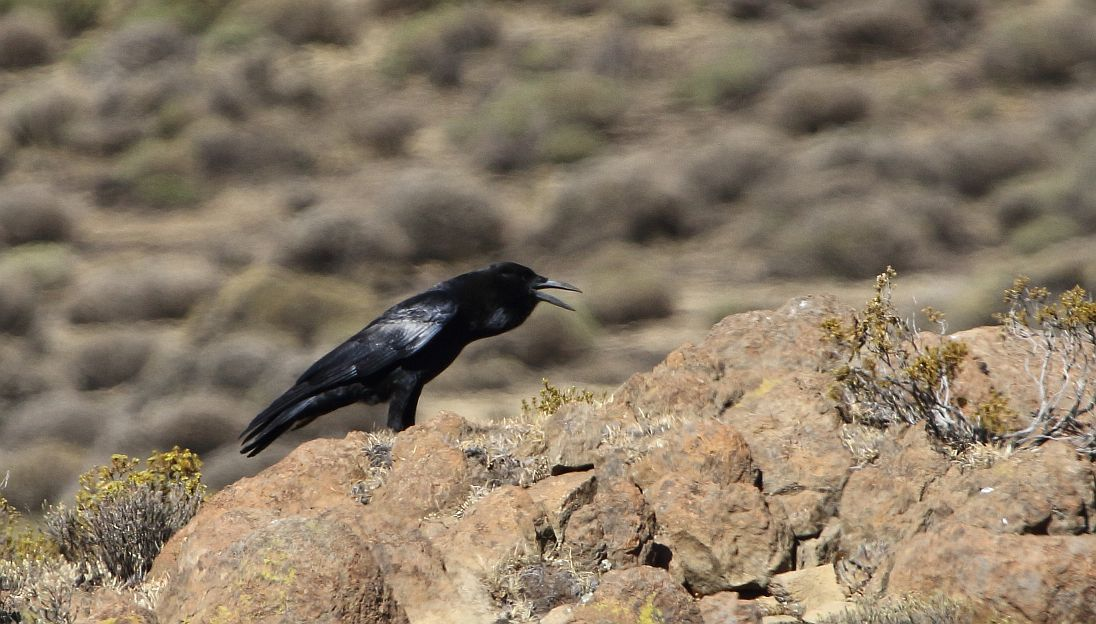
Esemplare vocalizza nei pressi del Sani Pass.

Il corvo del Capo è diffuso in Africa: a dispetto del nome comune e del nome scientifico, la specie occupa un areale piuttosto esteso, con due popolazioni disgiunte che popolano una l'Africa meridionale (dall'Angola centrale allo Swaziland e forse al Mozambico sud-occidentale a sud fino al Capo di Buona Speranza, attraverso Zambia occidentale, Zimbabwe, Botswana, Namibia, Lesotho e Sudafrica) e l'altra il Corno d'Africa e l'Africa occidentale (Sudan del Sud orientale, nord dell'Eritrea, acrocoro etiopico, Somalia settentrionale e sud-orientale, Kenya centrale e occidentale ed estremo nord della Tanzania, mentre la sua presenza in Uganda rimane ancora da verificare).
La specie appare residente all'interno del suo areale: la presenza di esemplari isolati all'esterno di esso (con avvistamenti nel nord dell'Angola, nel sud del Congo-Kinshasa e nel sud dello Zambia), tuttavia, lascerebbe supporre una certa capacità di dispersione da parte di questi uccelli.
L'habitat del corvo del Capo è rappresentato dalle aree aperte con presenza di macchie alberate più o meno estese, dalla brughiera ai pascoli alpini: questi uccelli non temono la presenza dell'uomo, colonizzando senza problemi gli ambienti urbani e le aree coltivate.

## Tassonomia
Se ne riconoscono due sottospecie:
- Corvus capensis kordofanensis Laubmann, 1919 - diffusa nella porzione settentrionale dell'areale occupato dalla specie;
- Corvus capensis capensis Lichtenstein, 1823 - la sottospecie nominale, diffusa nella porzione meridionale dell'areale occupato dalla specie;

Nonostante l'areale disgiunto, le due sottospecie mantengono grande affinità: l'intero taxon, tuttavia, pur facendo chiaramente parte del genere Corvus, non parerebbe mostrare chiari legami di stretta parentela con nessuna delle specie ad esso ascritte.